# 조비네차
젊음(이탈리아어: Giovinezza 조비네차[*])은 살바토르 고타(Salvator Gotta)가 작사했고, 주세페 블란크(Giuseppe Blanc)가 작곡한 것이다. 국가 파시스트당의 당가였다.

## 가사
1
Salve o popolo d'Eroi
Salve a patria immortale
Son rinati i figli tuoi
Con la fè nell' ideale
Il valor dei tuon guerrieri,
La virtù dei pionieri
La vision dell' Alighieri
Oggi brilla in tutti i cuor.
CORO
Giovinezza, Giovinezza,
Primavera di bellezza
Della vita nell' asprezza
Il tuo canto squilla e va!
(E per Benito Mussolini,
Eja eja alalà.
E per la nostra Patria bella,
Eja eja alalà.)
2
Dell' Italia nei confini
Son rifatti gli italiani;
Li ha rifatti Mussolini
Per la guerra di domani.
Per la gloria del lavoro
Per la Pace e per l'alloro,
Per la gogna di coloro
Che la patria rinnegan.
CORO
3
I Poeti e gli artigiani
I signori e i contadini
Con orgoglio d'italiani
Giuran fede a Mussolini.
Non v'è povero quartiere
Che non mandi le sue schiere
Che non spieghi le bandiere
Del fascismo redentor.
CORO

## 해석
1
만세, 영웅의 민중이여
만세, 불멸의 조국이여
그대의 아들들은 다시 태어났네,
믿음과 이상을 품고.
그대 병사들의 용맹이여
그대 지도자들의 미덕이여
알리기에리의 환상이여
이 날 모두의 가슴 속에 빛나리라.
후렴
젊음이여, 젊음이여,
아름다운 봄날이여,
삶의 역경 속에서도,
그대의 노래는 울려퍼진다!
(베니토 무솔리니를 위하여,
만세, 만세, 만만세!
우리의 아름다운 조국을 위하여,
만세, 만세, 만만세!)
2
이탈리아의 변방에서
이탈리아인들은 다시 태어났네
무솔리니가 그들을 새롭게 하였으니,
내일의 싸움을 위하여,
노동의 영광을 위하여,
평화와 월계관을 위하여,
우리 조국을 저버린
역적들을 욕보이기 위하여.
3
시인들도 장인들도
지주들도 농부들도
이탈리아인으로서의 자부심을 가지고
무솔리니에 충성을 맹세하네.
이제 모두가 가난에서 벗어나
나라를 위해 힘을 보태고,
우리를 구원할 파시즘의 깃발
펼치지 않을 이 없으리.

## 같이 보기
- 이탈리아의 국가
- 호르스트 베셀의 노래